# آد هسل
 آد هسل (به نروژی: Odd Hassel) ‏ (۱۷ مه ۱۸۹۷ - ۱۱ مه ۱۹۸۱) شیمیدان نروژی و برنده جایزه نوبل شیمی است که در سال ۱۹۶۹ «برای توسعه مفهوم صورت بندی و کاربردهای آن در شیمی» موفق به دریافت جایزه نوبل شیمی شد.